# Gokaiger, Goseiger Super Sentai 199 Hero Great Battle
Gokaiger Goseiger Super Sentai 199 Hero Great Battle (ゴーカイジャー ゴセイジャー スーパー戦隊199ヒーロー 大決戦 Gōkaijā Goseijā Sūpā Sentai Hyakukyūjūkyū Hīrō Daikessen. Lit Gokaiger Goseiger Super Sentai: La Gran Batalla de los 199 Héroes?) es una película japonesa del género tokusatsu que originalmente se iba a estrenar el 21 de mayo de 2011 para conmemorar el 35 aniversario de la franquicia Super Sentai Series. La dirigió Noboru Takemoto y el guion es de Naruhisa Arakawa. Está protagonizada por los repartos de Kaizoku Sentai Gokaiger y Tensō Sentai Goseiger, y también aparecen varios otros actores y personajes del pasado de Super Sentai. Tras el terremoto y tsunami de Japón de 2011 que provocó el desastre de Fukushima, el rodaje se retrasó, y obligó a postponer la fecha de estreno, que finalmente fue el 11 de junio de 2011. La película entró en el número 2 de la taquilla japonesa y recaudó un total de 288.610.400 yenes (2.104.257,29 euros) en su primera semana.

## Argumento
La película comienza ampliando el prólogo de la serie, explicando con algo más de detalle la Guerra Legendaria que se mencionó en el primer episodio, y como los 194 héroes Super Sentai del pasado lograron repeler la primera invasión de Zangyack a la Tierra, renunciando para ello a sus poderes para lanzar un ataque masivo que los destruyera.
Después, la acción pasa a un punto situado entre los episodios 16 y 17 de la serie. Mientras los Gokaiger luchan contra Barizorg e Insarm, los ángeles Gosei están vigilándoles en la sombra. Cuando ven que echan mano de las Ranger Key de los Goseiger, antes de que los Gokaiger puedan reaccionar, Agri y Mone se las quitan y recuperan así sus poderes de Tensō Sentai Goseiger, comenzando entonces una batalla entre ambos escuadrones, ya que los Gokaiger se niegan a renunciar a esas Ranger Keys al necesitarlas para encontrar el Mayor Tesoro del Universo, mientras que los Goseiger exigen que les entreguen también la Ranger Key de Gosei Knight, condenado a permanecer en su forma miniaturizada de Headder hasta que recupere sus poderes.
Mientras tanto, frente a Zangyack se presenta el antiguo líder del Ejército de la Cruz Negra, Führer, (Himitsu Sentai Goranger), que ha resucitado y planea establecer una alianza con Warz Gill. Este al principio se muestra reacio, pero acepta cuando Führer le dice que Zangyack podrá quedarse con la Tierra si así lo desea, ya que él lo único que quiere es destruir a los Gokaiger, los últimos restos de Super Sentai que quedan en el mundo. De esta forma, resucita a Buredoran (Goseiger), Yogoshimacritein (Engine Sentai Go-onger) y Dagon (Mahō Sentai Magiranger) para que le sirvan como sus generales y acaben con los Gokaiger y los Goseiger, que se verán obligados a ponerse de acuerdo si es que quieren derrotar a esta amenaza común y salvar a la Tierra.

## Reparto
- Capitán Marvelous/Gokai Red: Ryota Ozawa
- Joe Gibken/Gokai Blue: Yuki Yamada
- Luka Millfy/Gokai Yellow: Mao Ichimichi
- Don Dogoier/Gokai Green: Kazuki Shimizu
- Ahim de Famille/Gokai Pink: Yui Koike
- Navi: Yukari Tamura
- Alata/Gosei Red: Yudai Chiba
- Hyde/Gosei Blue: Kento Ono
- Agri/Gosei Black: Kyōsuke Hamao
- Mone/Gosei Yellow: Mikiho Niwa
- Eri/Gosei Pink: Rika Satō
- Gosei Knight: Konishi Katsuyuki
- Barizorg: Gaku Shindo
- Insarn: Kikuko Inoue
- Damarasu: Kōji Ishii
- Warz Gil: Hirofumi Nojima
- Narrador, Voz del equipamiento Gokaiger: Tomokazu Seki

### Apariciones especiales
- Bouken Red/Satoru Akashi: Mitsuomi Takahashi
- Go-onn Yellow/Saki Rōyama: Rina Aizawa
- Ryūranger/Ryō: Keīchi Wada
- Turbo Red/Riki Honō: Kenta Satō
- Red One/Shirō Gō: Ryosuke Sakamoto
- Dyna Pink/Rei Tachibana: Sayoko Hagiwara
- Goggle Black/Kanpei Kuroda: Jyunichi Haruta
- Denji Blue/Daigorō Ume: Kenji Ōba
- Big One/Sōkichi Banba: Hiroshi Miyauchi
- Aka Ranger/Tsuyoshi Kaijō: Naoya Makoto

## Tema musical de cierre
- Super Sentai Hero Getter ~ 199 ver. (スーパー戦隊 ヒーローゲッター〜199ver. Sūpā Sentai Hīrō Gettā ~ Hyakukyūjūkyū Bājon?)
  - Letra: Shoko Fujibayashi & Naruhisa Arakawa
  - Música: Kenichiro Ōishi
  - Arreglos: Project.R (Kenichiro Ōishi)
  - Intérpretes: Project.R